# Epania opaca
Epania opaca är en skalbaggsart som beskrevs av Fisher 1936. Epania opaca ingår i släktet Epania och familjen långhorningar. Inga underarter finns listade i Catalogue of Life.